# Bouqueval
Bouqueval é uma comuna francesa na região administrativa da Ilha de França, no departamento do Vale do Oise. Estende-se por uma área de 2.81 km². Em 2010 a comuna tinha 307 habitantes (densidade: 109,3 hab./km²).